# Постма, Питер-Ян
Петрюс Йоханнес (Питер-Ян) Постма (нидерл. Petrus Johannes Postma; 10 января 1982, Херенвен, Фрисландия, Нидерланды) — голландский яхтсмен, призёр чемпионата Европы и Нидерландов по парусному спорту. Участник летних Олимпийских игр 2008, 2012, 2016 годов.

## Биография
Питер-Ян Постма родился 10 января 1982 года в городе Харенвен, провинция Фрисландия. Профессиональный яхтсмен, выступающая в классе — Лазер радиал и Финн. Занятием яхтенным спортом начал с восьми лет. Получил образование в Морском институте им. Виллема Баренца «Maritime Institute MIWB Willem Baerentsz» во Фрисландии, специальность — «морской офицер» (бакалавр). Тренируется под руководством Хюб Ламбрикса (нидерл. Huub Lambriex), предыдущий тренер — Йап Зилхёйс (нидерл. Jaap Zielhuis). Обладатель титула «Спортсмена года Фрисландии 2007» (Frysian Sportsmen of the Year 2007). Первое соревнование, в котором Постма принял участие был — Европейский чемпионат в классе Оптимист (European Championships Optimist 1996), Пальма-де-Майорка.
Первую золотую медаль на соревнованиях международного уровня он заработал в категории Лазер на чемпионате «Semaine Olympique Francaise» 2001 года, что проходил во французском городе — Йере.
На летних Олимпийских играх 2012 года в Лондоне, Постма представлял Нидерланды в классе — Финн. После девятой, предпоследней гонкb он поднялся на третье место и имел шансы на медаль любого достоинства. В решающей, десятой медальной гонке он занял 5 место с результатом — 10 баллов. При этом он упустил призовое место из-за допущенной ошибки перед финишем (касание видеокамеры впереди идущей яхты с последующим вынужденным штрафным поворотом на 360 градусов). Спустя 4 года, во время летних Олимпийских игр 2016 года в Рио-де-Жанейро, в классе Финн он финишировал на 18 месте.
Чемпион мира в классе «Финн» 2022 года.

## Медали[6]
- Чемпионат Мира 2016 («Золотой кубок»), Гаэта (Италия) — бронза
- Чемпионат Европы 2016, Барселона (Испания) — золото
- Чемпионат Мира 2013 («Золотой кубок»), Таллин (Эстония) — бронза
- Чемпионат Мира 2007 (комплексный), Кашкайш (Португалия) — серебро